# 中科院广州化学有限公司
中科院广州化学有限公司，简称中科化学，是中华人民共和国的一家综合性化学研发机构，是中国科学院直属企业单位，成立于2001年12月21日。前身是中国科学院广州化学研究所。